# هروکس-دوتک
هروکس-دوتک (انگلیسی: Héroux-Devtek) شرکت هوافضای کانادایی است، که در سال ۱۹۴۲ تأسیس شد.